# رؤية آلية

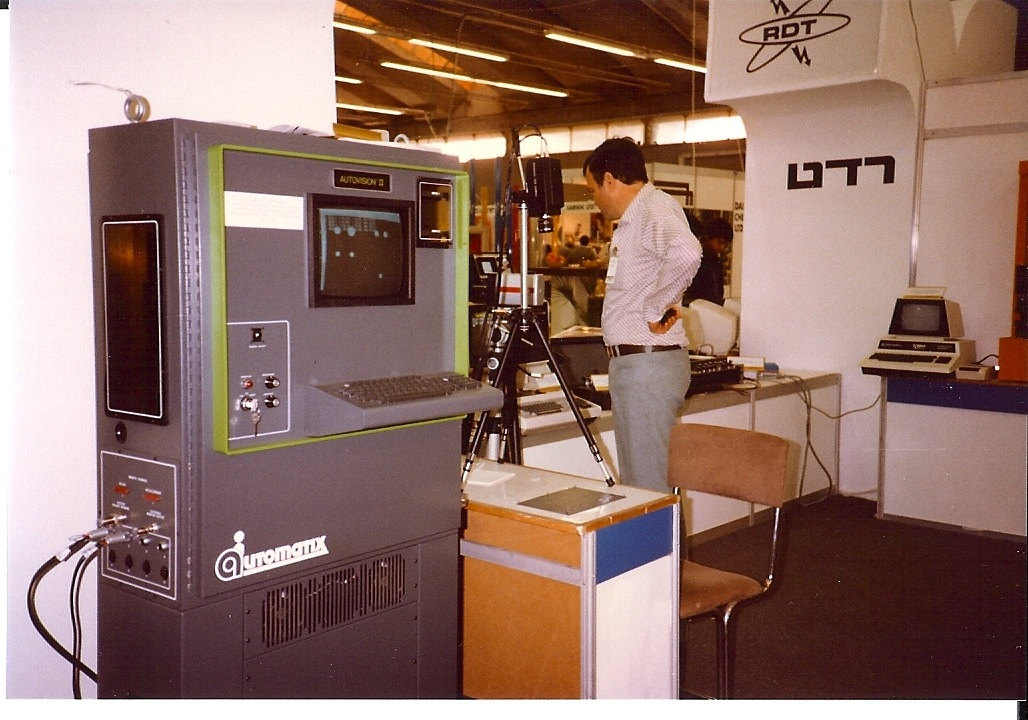

الرؤية الآلية هي التقنية والطرق المستخدمة لتوفير فحص وتحليل تلقائي قائم على التصوير لتطبيقات في الصناعة؛ كالفحص التلقائي والتحكم في العمليات وتوجيه الروبوت. تشير الرؤية الآلية إلى العديد من التقنيات ومنتجات المعدات والبرامج والأنظمة المتكاملة والعمليات والطرق والخبرات. وتختلف الرؤية الآلية -كنظام لهندسة الأنظمة- عن الرؤية الحاسوبية، إذ تمثل الأخيرة فرعًا من علم الحاسوب. وتهدف الرؤية الآلية إلى مكاملة التقنيات الموجودة بطرق جديدة وتطبيقها لحل مشاكل العالم الواقعية. هذا المصطلح شائع كإحدى المهام في بيئات الصناعة الآلية، لكنه يستخدم أيضًا للمهام الموجودة في بيئات أخرى كالأمن وتوجيه السيارات.
تنطوي عملية الرؤية الآلية الكلية على تخطيط تفاصيل المتطلبات والمشروع، وإيجاد حل بعد ذلك. أثناء فترة التنفيذ، تبدأ العملية بالتصوير، يتبعها تحليل آلي للصور واستخراج المعلومات المطلوبة.

## تعريف
تتباين تعريفات مصطلح «الرؤية الآلية»، لكن جميعها تتضمن التقنيات والطرق المستخدمة لاستخراج المعلومات من صورة على قواعد آلية، كنقيض لمعالجة الصور، والتي تكون فيها المخرجات صورة أخرى. يمكن أن تكون الصور المستخرجة إشارة إلى جزء جيد أو سيء، أو مجموعة معقدة من البيانات مثل هوية وموقع والتفاف كل جزء في الصورة. ويمكن استخدام المعلومات لتطبيقات مشابهة كالمعاينة الآلية والرجل الآلي وعملية التوجيه في الصناعة، في الرقابة الأمنية وتوجيه السيارات. يحيط هذا المجال بعدد كبير من التقنيات ومنتجات البرامج والمعدات والعمليات والطرق والخبرات. عمليًا، الرؤية الآلية هي المصطلح الوحيد المستعمل لوصف المهام في بيئات أخرى مثل الأمان وتوجيه السيارات. وتختلف الرؤية الآلية -كنظام لهندسة الأنظمة- عن الرؤية الحاسوبية، إذ تمثل الأخيرة فرعًا من فروع علم الحاسوب، بينما تهدف الرؤية الآلية إلى مكاملة التقنيات الموجودة بطرق جديدة وتطبيقها لحل مشاكل العالم الواقعية ومجالات التطبيق المشابهة. يُستخدم المصطلح أيضُا بمدلول أوسع في المعارض والمجموعات التجارية مثل جمعية التصوير الآلي وجمعية الرؤية الآلية الأوروبية. يحيط هذا التعريف الأوسع أيضًا بالمنتجات والتطبيقات المرتبطة على الاغلب بمعالجة الصور. تشتمل الاستخدامات الأساسية على المعاينة الآلية والتوجيه الصناعي للمعالجة والروبوت. انظر فهرس الرؤية الآلية.

## المعاينة والتصنيف الآلي القائم على التصوير
تنطوي استخدامات الرؤية الآلية الأساسية على المعاينة الآلية والتوجيه الصناعي للمعالجة والروبوت. تُختصر الاستخدامات السابقة في هذا القسم بـ «المعاينة الآلية». تشتمل العملية الكلية على تخطيط التفاصيل للمتطلبات والمشروع، وإيجاد حل بعد ذلك. يصف هذا القسم المعالجة التقنية التي تحدث خلال عملية الحل.
الخطوة الأولى من تسلسل المعاينة الآلية هي الحصول على الصورة، عادة باستخدام آلات التصوير والعدسات والإضاءة المصممة لتوفير المفاضلة المطلوبة في المعالجة اللاحقة. تُطور حزم برامج الرؤية الآلية فيها، ثم توظف تقنيات متعددة لمعالجة الصور الرقمية لاستخراج المعلومات المطلوبة، وغالبًا ما تتخذ القرارات (مثل نجح أو فشل) بناءً على المعلومات المستخرجة.

### المعدات
تشتمل مكونات نظام المعاينة الآلية عادة على الإضاءة وآلة التصوير أو أي مصور آخر، والمعالج والبرنامج وأجهزة المخرجات.

### التصوير
قد يكون جهاز التصوير (مثل آلة التصوير) منفصلًا عن وحدة معالجة الصور الرئيسية أو مرتبطًا بها في حالة يُدعى فيها الارتباط عادة بآلة التصوير الذكية أو الاستشعار الذكي. عندما يكون منفصلًا، يمكن إجراء الارتباط لمعدات وسيطة متخصصة أو أجهزة معالجة مخصصة أو ملتقط إطارات في الحاسوب باستخدام واجهة رقمية متناظرة أو موحدة (كابل آلة التصوير، الكابل المحوري السريع). تستخدم تطبيقات الرؤية الآلية أيضًا آلات تصوير رقمية قادرة على الارتباط المباشر (دون ملتقط إطارات) بالحاسوب عن طريق واجهات الفاير واير أو اليو إس بي أو إيثرنت غيغابت.
في حين أن التصوير التقليدي (ضوء مرئي ثنائي الأبعاد) هو الأكثر شيوعًا في الرؤية الآلية، تشتمل البدائل على التصوير متعدد الأطياف، والتصوير فائق الطيف، وتصوير نطاقات الأشعة تحت الحمراء المتعددة، وتصوير المسح الضوئي، والتصوير ثلاثي الأبعاد للأسطح، وتصوير الأشعة السينية. تُعتبر الدقة ومعدل الأطر أحادية اللون ضد الملونة الاختلافات الرئيسية في الضوء المرئي ثنائي الأبعاد للرؤية الآلية، بالإضافة إلى تأثير عملية التصوير في حال كانت متزامنة مع الصورة جميعها، فتصبح ملائمة لعملية النقل.
على الرغم من أن الغالبية العظمى من تطبيقات الرؤية الآلية تُعالج باستخدام التصوير ثنائي الأبعاد، فإن تطبيقات الرؤية الآلية ذات التصوير ثلاثي الأبعاد تعد مجالًا صاعدًا في هذا القطاع، وأكثر طرق التصوير ثلاثي الأبعاد الشائعة هي المسح المبني على التثليث، والذي يوظف حركة المنتج أو الصورة أثناء معالجة الصور. يُسلط ضوء ليزر على أسطح المجسم وتُعرض من زوايا مختلفة. يُحقق ذلك في الرؤية الآلية عن طريق مسح الحركة، إما بتحريك قطعة العمل أو تحريك آلة التصوير ونظام التصوير الليزري. تعرض آلة التصوير الخط من زوايا مختلفة يمثل انحراف الخط تغيرات الشكل. تشكل الخطوط الأخرى من عمليات المسح المتعددة إلى خريطة عمق أو نقطة تغيم. وتُستخدم الرؤية التجسيمية في حالات خاصة تضم معالمًا فريدة تُقدم في مسقطين لزوجين من آلات التصوير. من الطرق ثلاثية الأبعاد الأخرى المستخدمة في الرؤية الآلية هي وقت الرحلة وتلك المبنية على الشبكة. وتستخدم الانظمة المبنية على مصفوفة الشبكة نظام إضاءة ذو هيكلة عشوائية كما في نظام مايكروسوفت كينيك سيركا 2012.

### معالجة الصور
تُعالج الصورة بعد الحصول عليها. وتمر بعدة مراحل من المعالجة بشكل عام وبتسلسل ينتهي كنتيجة مرغوبة. قد يبدأ التسلسل الاعتيادي بأدوات كالمرشحات التي تعدل الصورة، يتبعها استخراج المجسمات، ثم استخراج البيانات من تلك المجسمات (مثل القياسات وقراءة الرموز)، يليها ربط البيانات أو مقارنتها بقيم معينة لخلق وربط نتائج « النجاح والفشل». في ما يلي طرق الرؤية الآلية لمعالجة الصور:
- الخياطة/ المطابقة: دمج الصور المتقاربة ثنائية الأبعاد أو ثلاثية الأبعاد.
- التصفية (مثل التصفية الموروفولوجية)[24]
- قياس العتبة: يبدأ قياس العتية بتحديد أو وضع قيمة رمادية مفيدة للخطوات التالية. تُستخدم القيمة بعد ذلك لفصل أجزاء من الصورة، وأحيانًا تحويل كل جزء من الصورة إلى اللون الأبيض والأسود بناء على ما إذا كانت أعلى أو أسفل قيمة المقياس الرمادي.
- عدّ عناصر الصورة: تحسب عدد عناصر الصورة الفاتحة أو الداكنة.
- التقطيع: تقسيم الصورة الرقمية إلى قطع عدة لتبسيط و/ أو تغيير تمثيل الصورة إلى شيء معبر أكثر وأسهل للتحليل.[25]
- كشف الحواف: إيجاد حواف المجسمات.
- تحليل اللون: التعرف على الأجزاء والمنتجات والعناصر باستخدام اللون وتقييم الجودة من اللون وعزل الخصائص باستخدام اللون.
- تحديد النقاط واستخراجها: معاينة الصورة لفصل نقاط عناصر الصورة (مثل بقعة سوداء في مجسم رمادي) كمعالم للصور.
- معالجة الشبكة العصبية والتعلم العميق والتعلم الآلي: قرار صنع سيرك 2018 الموزون وذاتي التدريب متعدد المتغيرات، وهناك توسع كبير في ذلك، باستخدام تقنيات التعلم العميق والتعلم الآلي لتوسيع إمكانيات الرؤية الآلية بشكل ملحوظ.
- تمييز الأنماط ومن ضمنها مطابقة القوالب وإيجادها وحساب أنماط معينة. قد يتضمن ذلك موقع المجسم الذي قد يكون مستديرًا، أو يخفيه مجسم آخر جزئيًا أو متغير الحجم.
- قراءة الرمز الشريطي والرمز المصفوفي و«الرمز الشريطي ثنائي الأبعاد».
- التعرف الضوئي على الرموز: قراءة آلية للنص مثل الأرقام التسلسلية.
- المعايرة/ علم القياس: قياس أبعاد المجسمات (بالنقاط أو البوصة أو المليمتر).
- المقارنة مع قيم مستهدفة لتحديد نتائج «النجاح والفشل» أو «تذهب أو لا تذهب». مثلًا، تُقارن قيمة القراءة لرمز شريطي أو رمز التحقق لقيمة هدف مخزنة. من أجل المعايرة، تُقارن القياسات مع قيم وتفاوتات مناسبة. ومن أجل التحقق من رمز الأبجدية الرقمية، تُقارن قيمة التعرف الضوئي على الحروف مع القيمة الهدف المناسبة. ومن أجل معاينة الشوائب، قد يُقارن حجم الشائبة المُقاس مع القيمة القصوى المسموحة في معايير الجودة.

## المخرجات
المخرج الشائع من أنظمة المعاينة الآلية هو قرارات النجاح والفشل. قد تتحول هذه القرارات إلى آليات محفزة ترفض العناصر الفاشلة أو التي تدق جرس الخطر. تتضمن المخرجات الشائعة الأخرى مواقع المجسمات ومعلومات الاستدارة لنظام توجيه الروبوت. بالإضافة إلى أنواع المخرجات مثل بيانات القياسات الرقمية، والبيانات المقروءة من الرموز والشخصيات، وحساب وتصنيف المجسمات، وعرض العملية أو النتائج، والصور المخزنة ومنبهات أنظمة الرؤية الآلية للرقابة الفضائية، وإشارات عملية التحكم. يشتمل ذلك أيضًا على واجهات المستخدم وواجهات تكامل الأنظمة متعددة المكونات وتبادل البيانات الآلي.

## توجيه الروبوت المبني على التصوير
توفر الرؤية الآلية موقع معلومات المواقع والاستدارة للروبوت للسماح له باستيعاب المنهج بشكل مناسب. تُستخدم هذه الكفاءة أيضًا في توجيه الحركة الأبسط من الروبوت، مثل وحدات التحكم أحادية وثنائية المحور. تتضمن العملية الكاملة تخطيط تفاصيل الطلبات والمشروع، ثم إيجاد الحل. يصف هذا القسم العملية التقنية التي تحدث خلال عملية إيجاد الحل. تتشابه العديد من خطوات العملية كما في المعاينة الآلية باستثناء التركيز على توفير معلومات المواقع والاستدارة كنتيجة نهائية.

## السوق
مؤخرًا في عام 2006، أشار مستشار صناعي إلى أن الرؤية الآلية مثلت 1.5 مليار دولار في السوق الأمريكية الشمالية. مع ذلك، أكد رئيس تحرير مجلة تجارية للرؤية الآلية بأن «الرؤية الآلية ليست صناعة بذاتها» لكنها بالأحرى «إدماج التقنيات والمنتجات التي تقدم خدمات أو تطبيقات تنفع الصناعات الحقيقية مثل السيارات، أو صناعة البضائع الاستهلاكية أو الزراعة أو الدفاع».